# 항아리뿔개미
항아리뿔개미(Myrmica cadusa)는 뿔개미속에 속하는 개미의 일종이다.

## 특징
항아리뿔개미 체색은 적갈색에서 흑갈색이나 큰턱, 더듬이와 다리는 담갈색이다. 머리는 길이와 너비가 같다. 큰턱에는 6개 정도의 이가 있다. 이마방패는 주름이 있으며 털이 나 있다. 이마방패와 이마의 삼각부가 만나는 부위는 돌출되어 있다. 이마방패 앞 가장자리는 깊게 패어 있지 않다. 이마의 삼각부는 함몰되어 있다. 더듬이는 12마디로, 채찍마디 말단의 4마디는 곤봉 모양이다. 자루마디는 기부 부근에서 심하게 구부러져 있지만 각을 이루지는 않고 입 모양의 돌출물도 없다. 더듬이 삽입부는 항아리 모양이다.